# Gare de Komagawa
La gare de Komagawa (高麗川駅, Komagawa-eki) est une gare ferroviaire située à Hidaka, dans la préfecture de Saitama au Japon. La gare est exploitée par la compagnie JR East.

## Situation ferroviaire
La gare est située au point kilométrique (PK) 31,1 de la ligne Hachikō. Elle marque la fin de la ligne Kawagoe.

## Historique
La gare est inaugurée le 15 avril 1933.

## Service des voyageurs

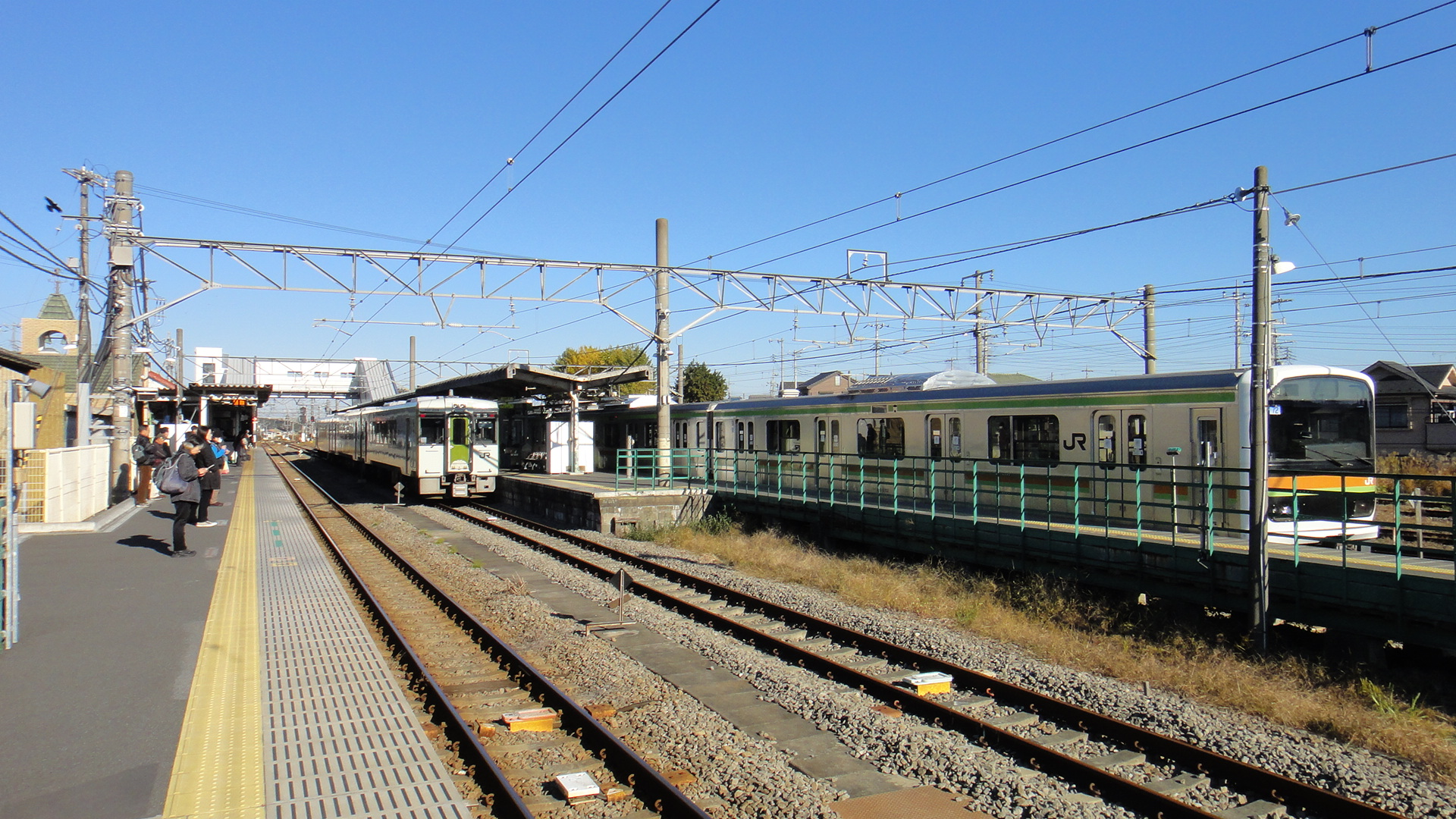
Vue des quais.

### Accueil
La gare dispose d'un bâtiment voyageurs, avec guichets, ouvert tous les jours.

### Desserte
- Ligne Hachikō :
  - voies 1 et 3 : direction Haijima (interconnexion avec la ligne Ōme pour Tachikawa) et Hachiōji
  - voie 2 : direction Ogawamachi et Takasaki
- Ligne Kawagoe :
  - voies 1 et 3 : direction Kawagoe et Ōmiya